# شورشلی

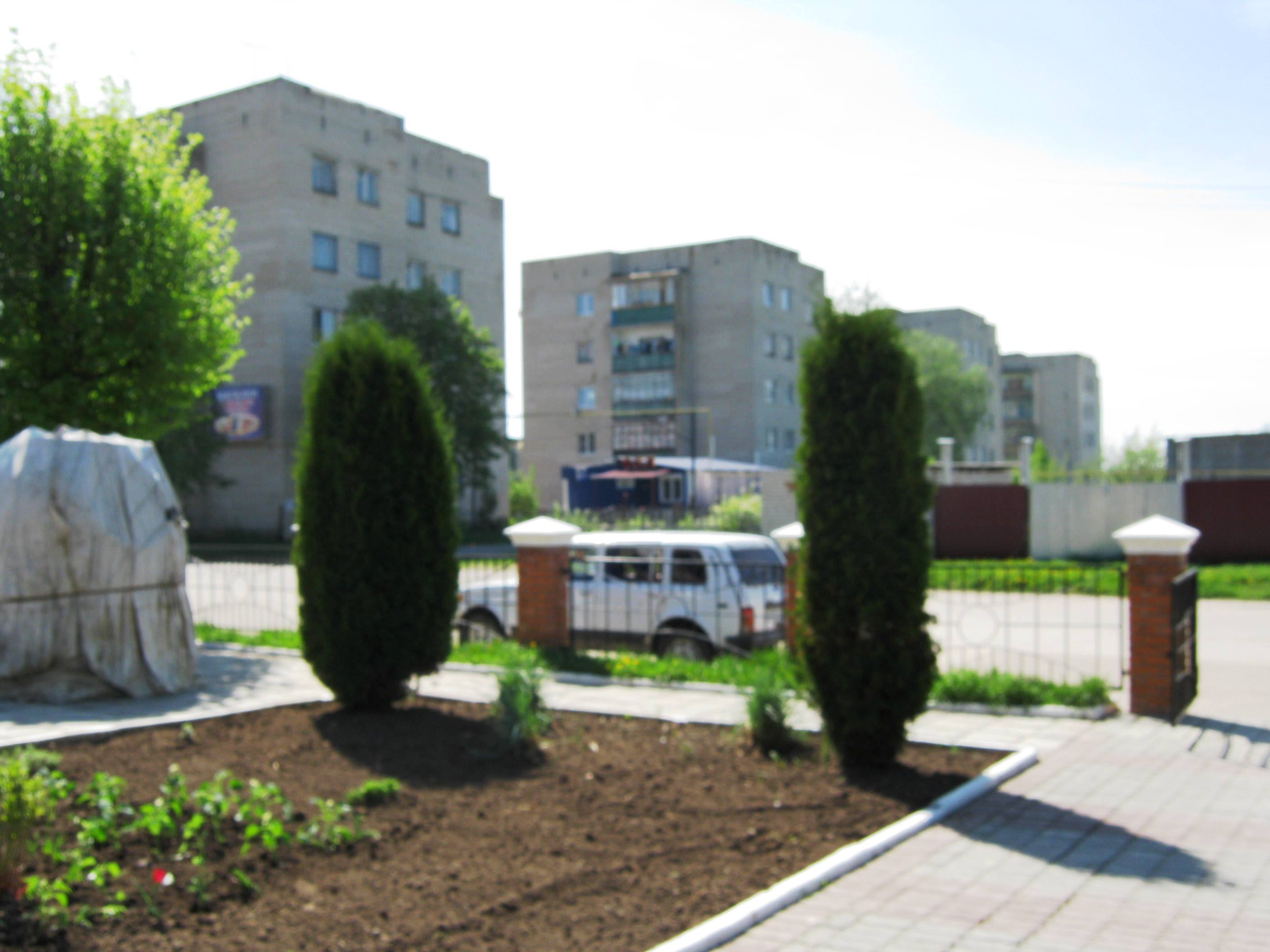
شورشلی

شورشِلی (روسی: Шоршелы؛ چوواشی: Шуршăл، Şurşăl) یک شهرک در چوواشستان، روسیه است. این شهرک بین مناطق اناتکاسی و یردووو قرار دارد و در نزدیکی اتلاشفو و یِل‌نیکوو واقع شده است. شورشلی در نزدیکی رود ولگا قرار دارد.
این روستا زادگاه آندریان نیکولایف، فضانورد دوران آغازین اتحاد جماهیر شوروی، است. در این مکان موزه فضانوردی وجود دارد و آرامگاه نیکولایف نیز در همین‌جا واقع شده است.

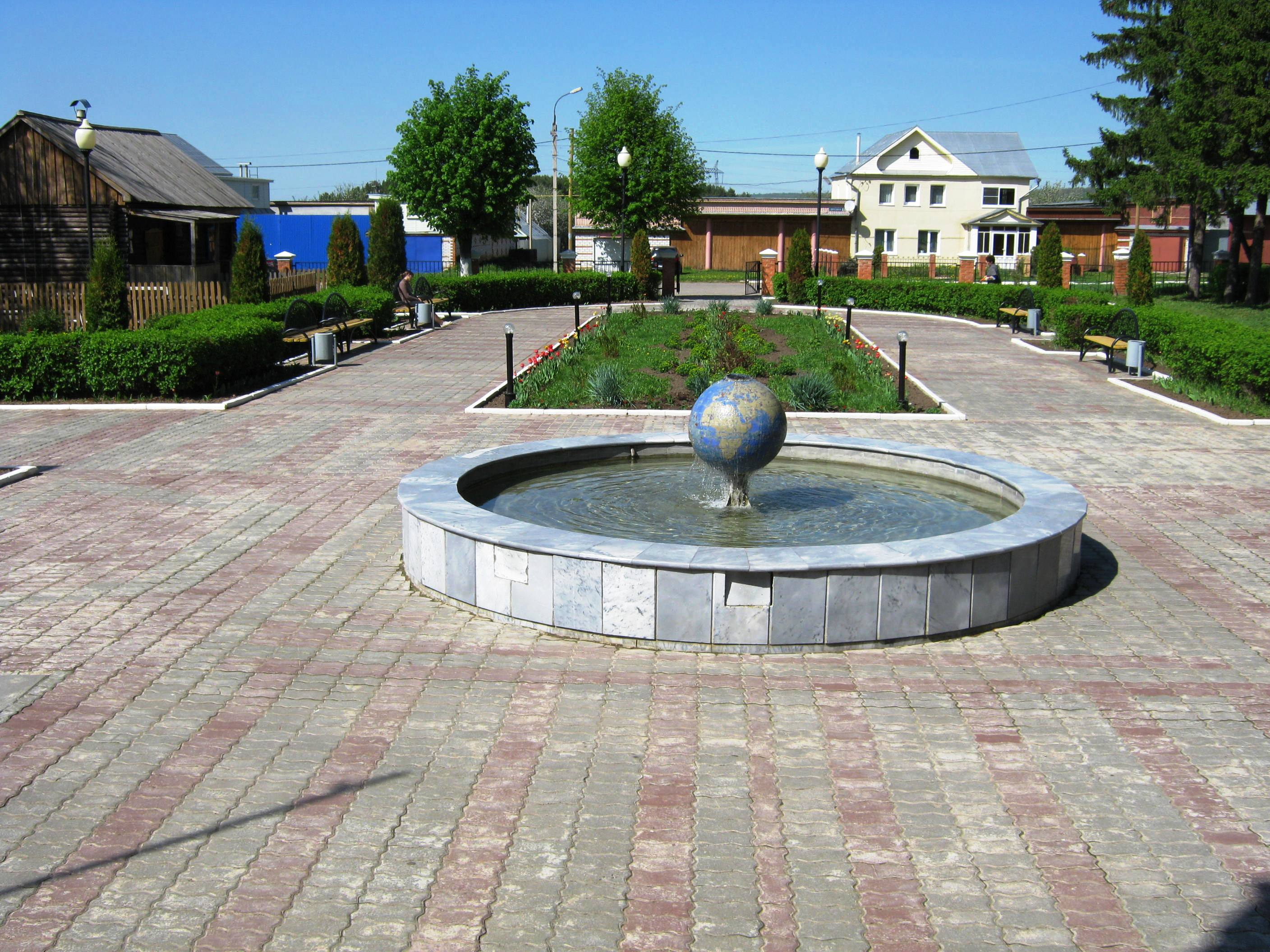
میدان شورشلی، روبه‌روی موزه فضانوردی